# Be-6 (航空機)
ベリエフ Be-6
Be-6
キエフのウクライナ国立航空博物館の展示機
- 用途：多用途飛行艇
- 分類：飛行艇
- 製造者：ベリエフ設計局
- 運用者

  -  ソビエト連邦（ソビエト海軍）
  -  中国（中国人民解放軍海軍）
- 初飛行：1948年
- 運用状況：退役

Be-6(ベリエフ6；ロシア語:Бе-6ビェー・スィェースチ)は、ソビエト連邦のベリエフ設計局で1940年代後半に開発された多用途飛行艇(Многоцелевой самолет-амфибия)である。
DoDが割り当てたコードネームはType 34。北大西洋条約機構 (NATO) は、識別の容易化のためにBe-6に対し「マッジ」(Madge：“マーガレット（Margaret, Marguerite）”の通称形)というNATOコードネームを付けた。

## 概要
機体は全金属性で、ガル翼になった主翼と2枚の垂直尾翼が大きな特徴となっていた。大馬力の星型エンジン 2 基と大量の燃料を搭載し、5000 kmに迫る長大な航続距離を誇った。
主な任務は、対潜哨戒任務や爆撃または雷撃による対水上艦艇攻撃などの長距離洋上哨戒・偵察任務、機雷敷設任務、輸送任務であった。後継機の登場後は哨戒機としての任務を降り、専ら輸送機として軍用のみならず北極圏を中心に民間でも使用された。
1960年代末までにBe-12に交代するなどして全機が退役した。

## スペック
- 翼幅：33.0 m
- 全長：23.5 m
- 全高：7.45 m
- 翼面積：120.0 m2
- 空虚重量：18,827 kg
- 通常離陸重量：23,456 kg

Be-6 三面図

- 発動機：シュベツォフ ASh-73TK(АШ-73ТК) レシプロエンジン×2
- 出力：2,300 馬力 ×2
- 最高速度：415 km/h
- 実用航続距離：4,900 km
- 実用飛行上限高度：6,100 m
- 乗員：8 名
- 武装：
  - NS-23 23mm機関砲(НС-23)またはNR-23(НР-23) ×5(のち4)
    - 機首に1 門(弾数100～200発)
    - 背部に2 門(DT-B8ターレットに装備、弾数500～550発)
    - 尾部に2 門(I1-K6-53Beターレットに装備、弾数各砲225発)

  - 爆弾、深度爆弾、爆雷 ×8、1000 kg魚雷 ×2の内いずれかまたはこれらの組み合わせ

## 運用国

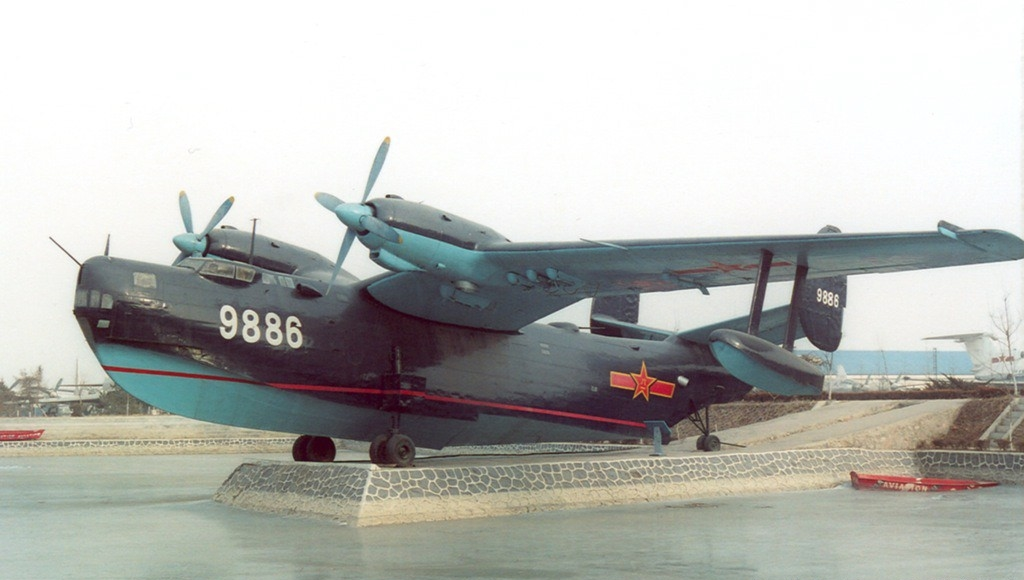
中国人民解放軍海軍のBe-6
北京郊外の中華人民共和国人民解放空軍航空博物館の展示機

- ソ連海軍航空隊
- 中国人民解放軍海軍[1]